# Karl Romsy
Karl Romsy (* 1. November 1903 in Herrnbaumgarten; † 19. März 1989) war ein österreichischer Politiker (ÖVP) und Landwirt. Romsy war von 1945 bis 1949 Abgeordneter zum Landtag von Niederösterreich.

## Leben
Romsy war beruflich als Landwirt in Herrnbaumgarten tätig, zudem war er von 1934 bis 1935 Außendienstbeamter im landwirtschaftlichen Arbeitsamt. Er arbeitete des Weiteren von 1959 bis 1969 als Arbeiter im Wärmekraftwerk Korneuburg.

## Politik
Im lokalpolitischen Bereich engagierte sich Romsy von 1946 bis 1948 als Bürgermeister in Herrnbaumgarten, zudem war er ÖVP-Abgeordneter nach dem Zweiten Weltkrieg zwischen dem 12. Dezember 1945 und dem 5. November 1949 im Niederösterreichischen Landtag.